# Schönborn (Niederlausitz)
Schönborn ist eine Gemeinde im brandenburgischen Landkreis Elbe-Elster. Sie ist Verwaltungssitz des Amtes Elsterland und befindet sich im Naturpark Niederlausitzer Heidelandschaft.

## Gemeindegliederung
Die südwestlich der Stadt Doberlug-Kirchhain liegende Gemeinde hat folgende Ortsteile:
- Gruhno (107 Einwohner, 5,2 km² Fläche)
- Lindena (343 Einwohner, 7,0 km² Fläche)
- Schadewitz (109 Einwohner, 13,8 km² Fläche)
- Schönborn (973 Einwohner, 12,5 km² Fläche)

Einwohner- und Flächenangaben: Stand 2020
Hinzu kommen die Wohnplätze Bad Erna, Eichwald und Hammermühle.

## Geschichte
Die erste urkundliche Erwähnung des Ortes erfolgte im Jahr 1234.
Dietrich von Landsberg hatte als Markgraf der Lausitz 1165 das Zisterzienserkloster Dobrilugk gestiftet, mit der Absicht, den Landesausbau in der dortigen Region zu forcieren. Die in Dobrilugk anrückenden 15 Mönche kamen aus dem Mutterkloster Volkenroda in Thüringen.
Da das Kloster von den Wettinschen Landesherren reichlich mit Landbesitz ausgestattet wurde, sahen sich die Mönche außerstande, diesen allein wirtschaftlich zu erschließen. Deshalb riefen sie deutsche Bauern in ihr Klostergebiet und gründeten mit den Kolonisten die Dörfer Kyrkhagen (Kirchhain), Witheroldeshagen (Werenzhain), Heinrikesdorp (Hennersdorf), Luge (Lugau), Vishwazer (Fischwasser), Lindenowe (Lindena) und Schonenburn (Schönborn).
Bereits die Lautgestalt einiger Ortsnamen deutet auf die Herkunft der Kolonisten, auf den niederdeutschen Raum, auf die Region des Niederrheins. Aber auch aus dem Mitteldeutschen, besonders dem Oberfränkischen, kamen Siedler in diese Region. Dafür sprechen die Ortsnamen wie Frankena und Frankenhain.
Mit der planmäßigen Aufsiedlung seines Kerngebietes wurde das Kloster Dobrilugk zu einem Kristallisationspunkt für die weitere Erschließung des Kirchhainer–Finsterwaldaer–Beckens. Wie die Zisterziensermönche riefen in einer späteren Ausbauphase kleine Adlige abermals deutsche Siedler in den westlichen Zipfel der Niederlausitz und gründeten ebenfalls neue Siedlungen, die kranzförmig um das Klostergebiet angelegt wurden und im 13./14. Jahrhundert vom Kloster Dobrilugk durch Kauf, Tausch oder Schenkung erworben wurden.

### Klosterdorf Schönborn

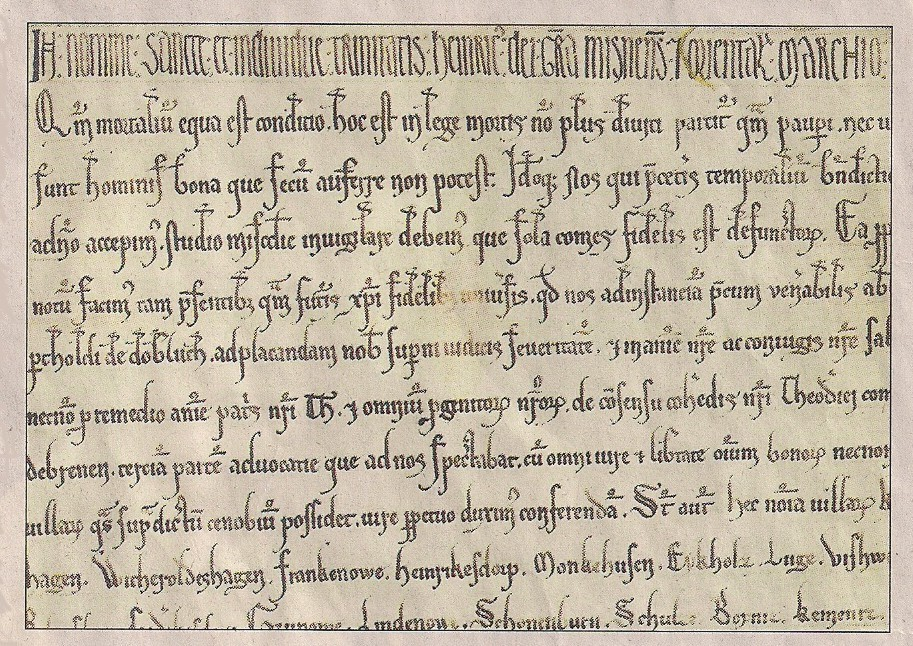
Ersterwähnung von Schonenburn (Schönborn), Lindenowe, (Lindena), Grunowe (Gruhno) durch Markgraf Heinrich den Erlauchten im Jahr 1234

Budes Mühle

Schönborn auf einer geschichtlichen Karte des Kreises Liebenwerda (1910).

Untere Mühle des Herrn Starke

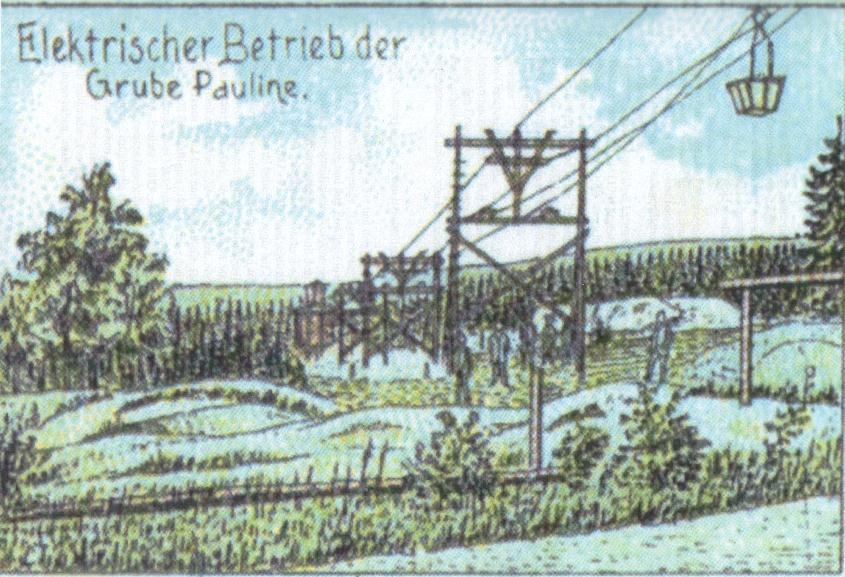
Grube Pauline ca. 1906

Glasfabrik Johannahütte

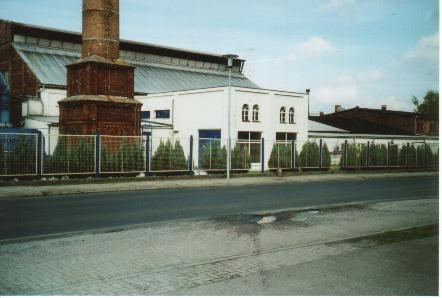
Sovitec Glasperlen GmbH

Obwohl das Klosterdorf Schönborn erst 1234 urkundlich erwähnt wurde, dürfte es um 1200 von niederdeutschen Kolonisten (wahrscheinlich von Flamen) angelegt worden sein, und zwar an einer lebensnotwendigen Wasserstelle, einem Bach, dem späteren Mühlgraben. Der historische Ortskern befindet sich im Unterdorf.
Die aus „wilder Wurzel“ entstandene Siedlung war unter der Leitung der Zisterzienser oder eines von ihnen beauftragten Lokators planmäßig als Großform, als ein zweireihiges Wegedorf angelegt worden. In ihrer OSO–WNW – Ausdehnung orientierte sich die wachsende Siedlung an dem bereits erwähnten Bach als natürliche Leitlinie.
Das Unterdorf weist ebenso Merkmale eines Angerdorfes auf. Der auf der Dorfaue sprudelnde „Schonenburn“ (seit 1935 Wasserwerk) gab dem Ort seinen Namen (1234 Schonenburn, 1275 Schonenburne, 1373 Schonenborne, 1515 Schonborne).
Bereits am Beginn der Neuzeit (vor 1544) präsentierte sich Schönborn als ein großes Dorf, das sich mit 29 Hüfnern und 20 Gärtnern (kleinere Bauern) schon ins Oberdorf erstreckte. Für die Größe des Ortes sprach auch die Existenz von drei Wassermühlen (um 1600).
Im Zuge der Reformation gerieten ab 1541 mit der Säkularisation des Dobrilugker Klosters die Schönborner Klosteruntertanen in die Hand weltlicher Grundherren, gehörten sie zur Pfandherrschaft Dobrilugk, danach zur Herrschaft Dobrilugk und zum sächsischen Amt Dobrilugk und von 1818 bis 1874 zum preußischen Rentamt Dobrilugk.

### Entwicklung zum Industriedorf
Wie viele Dörfer der Niederlausitz blieb Schönborn bis in die 2. Hälfte des 19. Jahrhunderts ein ausschließlich agrarisch geprägter Ort, dessen Bewohner in der Mehrzahl ein kümmerliches Dasein fristeten.
Einen wirtschaftlichen Aufschwung erlebte Schönborn erst am Ende des 19. Jahrhunderts mit dem Expandieren des Braunkohlenbergbaus am Buchbornberg. Etwa 100 Meter oberhalb der Schönborner Waldbühne trat vor etwa 160 Jahren ein Ausgehende des zweiten Lausitzer Braunkohlenflözes zu Tage, das kostengünstig mit einfachen Mitteln abgebaut werden konnte.
Der Schatz vom Buchbornberg prägte maßgeblich die Geschichte und Entwicklung von Schönborn. Die von Tuchfabrikanten, Ziegeleien, Brauereien und Schnapsbrennereien begehrte Rohbraunkohle begann die Gemeinde mit dem Steiger Merkel im Sommer 1847 abzubauen. Im Oktober 1847 sicherte sich eine Bergbaugesellschaft mit einem Vertrag die Abbaurechte am Buchbornberg.
Die Grube bei Schönborn gilt als älteste Braunkohlengrube der Region (der Altkreise Luckau und Liebenwerda), nicht der Niederlausitz. Der Kleinbetrieb baute mit drei bis fünf Beschäftigten in einer flachen Mulde im Tagebau mit Hacke, Schaufel und Holzkarre die Kohle ab. (Ermöglicht durch die geringe Mächtigkeit des Deckgebirges von etwa zwei Metern).
1851 hatte der Finsterwalder Tuchfabrikant Moritz Seydel, zuletzt Sprecher der Bergbaugesellschaft, von dieser das Bergwerk aufgekauft.
Das Bergamt legte 1852 den Grubenbetrieb still infolge eines Rechtsstreites und einer nicht vorhandenen Betriebsgenehmigung. Erst 1857 nahm eine neue Bergbaugesellschaft (Faktor Knauer aus Gröbers und Genossen) den Grubenbetrieb wieder auf unter dem Firmennamen Grube Pauline bei Schönborn, die bis 1908 fortbestand.
Der Kleinbetrieb baute vorerst mit zehn Beschäftigten die Kohle sowohl im Tage- als auch im Tiefbau (ab 1859 im Pfeilerbruchbau) ab.
Die Mächtigkeit des Deckgebirges bestimmte die Art des Abbaues (Ab Mitte der 1880er Jahre nur noch im Tiefbau). Der enorme Bedarf an Kohle in den Haushalten und der Industrie ließ Ende der 1880er Jahre den Grubenbetrieb expandieren, so dass die „Pauline“ sich in den 1890er Jahren zu einer leistungsfähigen Bergwerksanlage entwickelte, insbesondere durch folgende Inbetriebnahmen:
- Brikettfabrik (April 1882), erste in der Region
- Fahr- und Förderschacht „Margarethe“, auf 41,1 m abgeteufter und damit tiefster Schacht der Region (1889)
- Dynamomaschine zur Erzeugung von elektrischem Strom (1889)
- übertägige doppelgleisige Kettenbahn (1889)
- untertägige doppelgleisige Kettenbahn (1892)
- zweiter Fahr- und Förderschacht „Glückauf“ (1901–1905)
- Hochseilbahn (1901–1905)
- Förderschacht in der Nähe der Brikettfabrik (1905)

Die Zahl der Beschäftigten stieg von etwa 30 (1883) auf 126 (1889), schließlich auf 140. In der Brikettfabrik arbeiteten davon 52 mehrschichtig, darunter acht Frauen. 1908 ging die Grube „Pauline“ in Konkurs, da ihr Abbaufeld ausgekohlt war. Mit dem Abbaufeld Eichwald lebte die Grube „Pauline“ mit etwa 80 Beschäftigten noch einmal auf als „Rückersdorfer Kohlenwerke GmbH“ mit Sitz in Dresden.
Die günstige Lage der Grube „Pauline“ bewog 1899 den Unternehmer Ernst Jähde seine Glasfabrik „Johannahütte“ mit 100 Beschäftigten in der Nachbarschaft des Bergwerkes anzulegen. Mit mundgeblasenen Gläsern für Petroleum-, Gas- und Karbidlampen erlangte die Schönborner Glasfabrik bald Weltgeltung, so dass am Vorabend des Ersten Weltkrieges die Belegschaft auf nahezu 200 Beschäftigte angewachsen war.
Der ständige Zuzug von Arbeitern und deren Familien sowie eine hohe Geburtenrate bewirkten um 1900 eine wahre Bevölkerungsexplosion in Schönborn, so dass der Niederlausitzer Anzeiger am 17. Juni 1904 Schönborn „…als einen bedeutenden Industrieplatz des Kreises Luckau“ charakterisierte. Heute künden nur wenige Spuren von dem einstigen Schönborner Bergbau.
Im Glaswerk, das zu DDR-Zeiten Bleikristallprodukte bester Qualität in viele Länder der Welt lieferte, produziert heute das Unternehmen Sovitec Glasperlen GmbH mit 17 Arbeitskräften hochwertige Glasperlen mit einem Durchmesser von 0,5–2,5 mm, die vornehmlich zur Straßenmarkierung verwendet werden.
Die Retroreflexion dieser Glasperlen ermöglicht eine gute Sichtbarkeit der Markierungen auch bei Nacht. Ein Gemisch der Perlen mit Glasgranulat verbessert nicht nur die Griffigkeit, sondern erhöht auch die Lebensdauer der Applikationen auf der Fahrbahn.
Wie einst die Glasfabrik „Johannahütte“ ihre Produkte in alle Welt versandte, liefert das Werk Sovitec Glasperlen nach Spanien, Belgien, Frankreich, Dänemark und in die USA.

### Verwaltungsgeschichte
Die heutigen Ortsteile der Gemeinde gehörten seit 1816 zum Kreis Luckau und ab 1952 zum Kreis Finsterwalde im DDR-Bezirk Cottbus. Seit 1993 liegen sie im brandenburgischen Landkreis Elbe-Elster. Am 27. September 1998 erfolgte der Zusammenschluss der bis dahin selbstständigen Gemeinden Gruhno, Lindena, Schadewitz und Schönborn zur Gemeinde Schönborn.

## Bevölkerungsentwicklung
| Jahr | Einwohner |
| ---- | --------- |
| 1875 | 0 661     |
| 1890 | 0 854     |
| 1910 | 1 339     |
| 1925 | 1 459     |
| 1933 | 1 518     |
| 1939 | 1 527     |

| Jahr | Einwohner |
| ---- | --------- |
| 1946 | 1 803     |
| 1950 | 1 922     |
| 1964 | 1 683     |
| 1971 | 1 599     |
| 1981 | 1 499     |
| 1985 | 1 555     |

| Jahr | Einwohner |
| ---- | --------- |
| 1990 | 1 565     |
| 1995 | 1 460     |
| 2000 | 2 041     |
| 2005 | 1 917     |
| 2010 | 1 647     |
| 2015 | 1 565     |

| Jahr | Einwohner |
| ---- | --------- |
| 2020 | 1 515     |
| 2021 | 1 490     |
| 2022 | 1 478     |
| 2023 | 1 469     |
| 2024 | 1 455     |

 Gebietsstand des jeweiligen Jahres, Einwohnerzahl: Stand 31. Dezember (ab 1991), ab 2011 auf Basis des Zensus 2011, ab 2022 auf Basis des Zensus 2022
Die Zunahme der Einwohnerzahl 2000 ist auf den Zusammenschluss von Gruhno, Lindena, Schadewitz und Schönborn zur neuen Gemeinde Schönborn im Jahr 1998 zurückzuführen.

## Politik

### Gemeindevertretung
Die Gemeindevertretung von Schönborn besteht aus 12 Gemeindevertretern und dem ehrenamtlichen Bürgermeister. Die Kommunalwahl am 26. Mai 2019 führte zu folgendem Ergebnis:
| Partei / Wählergruppe                                                                              | Stimmenanteil | Sitze |
| -------------------------------------------------------------------------------------------------- | ------------- | ----- |
| Unabhängige Wählergemeinschaft Schönborn mit den Ortsteilen Gruhno, Lindena, Schadewitz, Schönborn | 81,3 %        | 10    |
| Gemeinsam für Lindena                                                                              | 10,5 %        | 01    |
| CDU                                                                                                | 05,1 %        | 01    |
| Die Linke                                                                                          | 03,1 %        | –     |

### Bürgermeister
- 1998–2003: Heinz-Jürgen Zahn[10]
- 2003–2008: Dieter Richter[11]
- seit 2008: Daniel Mende (Unabhängige Wählergemeinschaft Schönborn)[12][13]

Mende wurde in der Bürgermeisterwahl am 9. Juni 2024 ohne Gegenkandidat mit 89,2 % der gültigen Stimmen für eine weitere Amtszeit von fünf Jahren wiedergewählt.

### Wappen
Das Wappen wurde am 1. Juni 1994 genehmigt.
Blasonierung: „In Blau ein gemauerter silberner Brunnen mit Fontäne, über dem aus dem oberen Schildrand eine goldene Sonne hervorbricht.“

## Sehenswürdigkeiten
In der Liste der Baudenkmale in Schönborn (Niederlausitz) und in der Liste der Bodendenkmale in Schönborn (Niederlausitz) stehen die in der Denkmalliste des Landes Brandenburg eingetragenen Denkmäler.

### Dorfkirche Schönborn
Als einen bemerkenswerten spätromanischen/frühgotischen Backsteinbau würdigen die Kunsthistoriker die Schönborner Kirche, die sie auf das 2. Viertel des 13. Jahrhunderts datieren. Einige Gemeinsamkeiten mit der Klosterkirche von Doberlug (Baumaterial, Entstehungszeit, künstlerische Details) sprechen dafür, dass die Dobrilugker Mönche einen maßgeblichen Einfluss auf die architektonische Gestaltung unserer Dorfkirche ausgeübt haben. Zu ihren sehenswerten Kleinodien zählen eine Einbaumtruhe aus Eichenholz (auf 1196 ± 10 datiert), ein spätgotischer Flügelaltar (1513), ein spätgotisches hölzernes Sakramenthäuschen, eine barocke Sandsteinkanzel (1655) und eine barocke Holzfigur eines schwebenden Taufengels (18. Jh.).

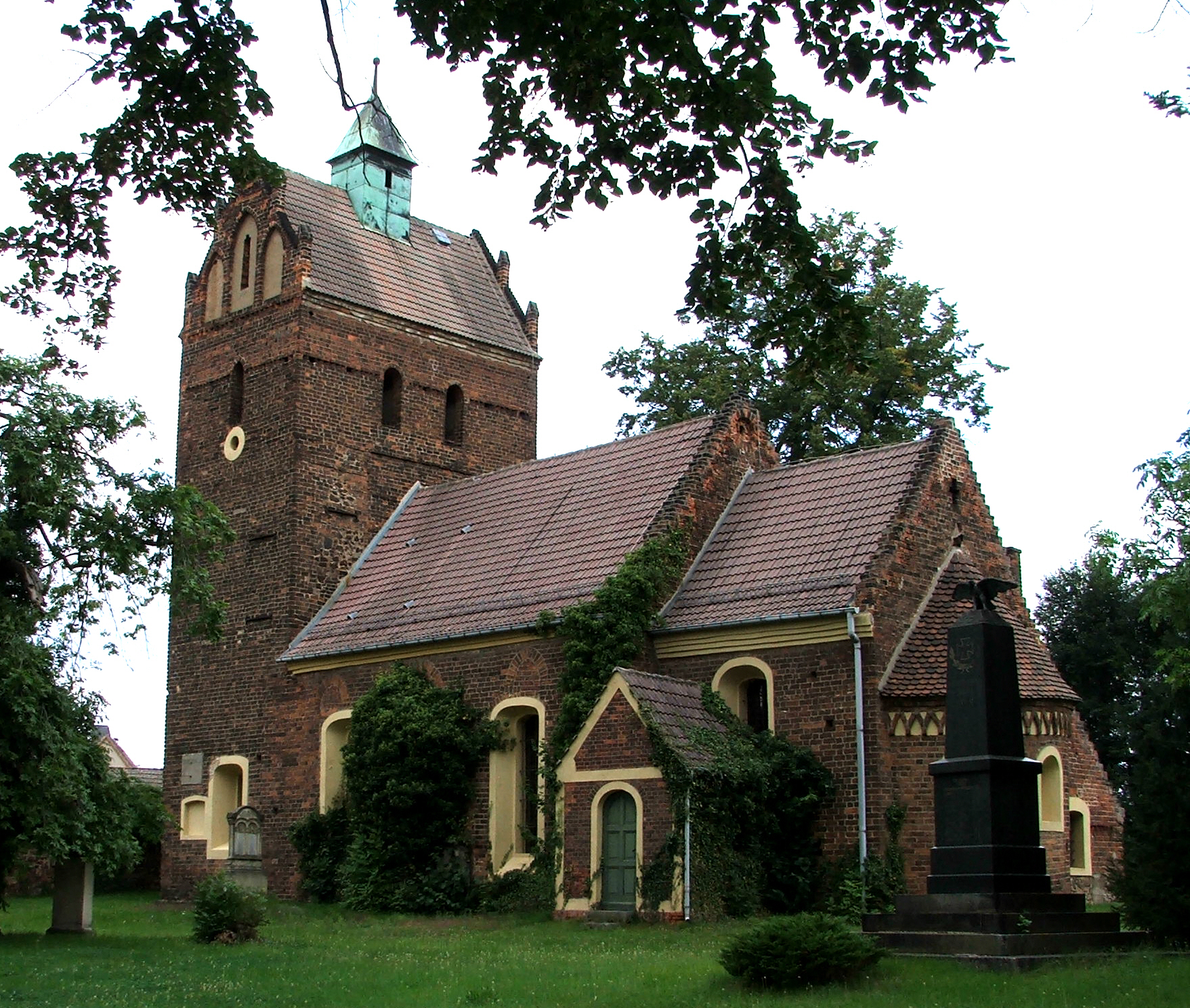
Kirche Schönborn
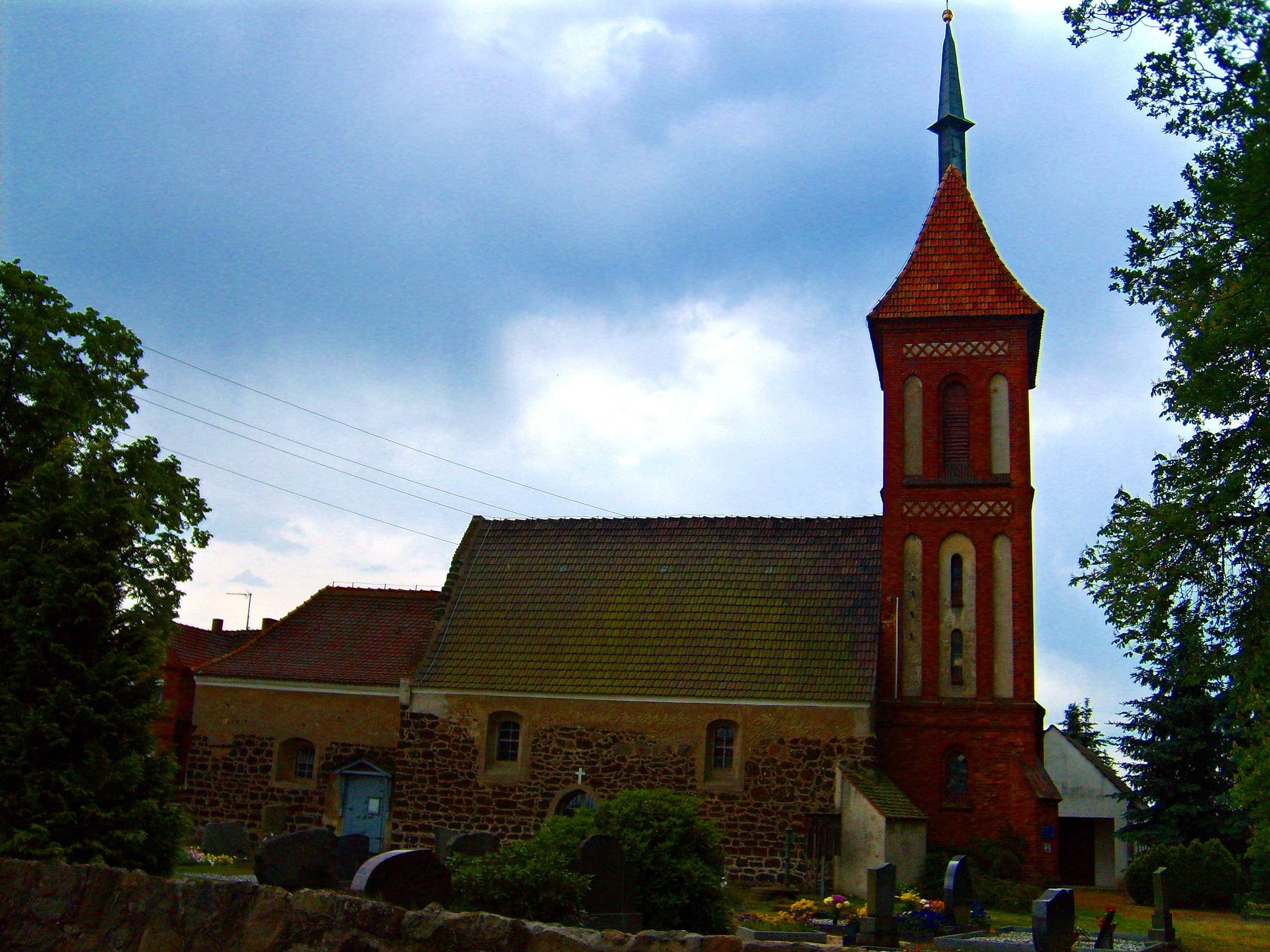
Kirche Gruhno
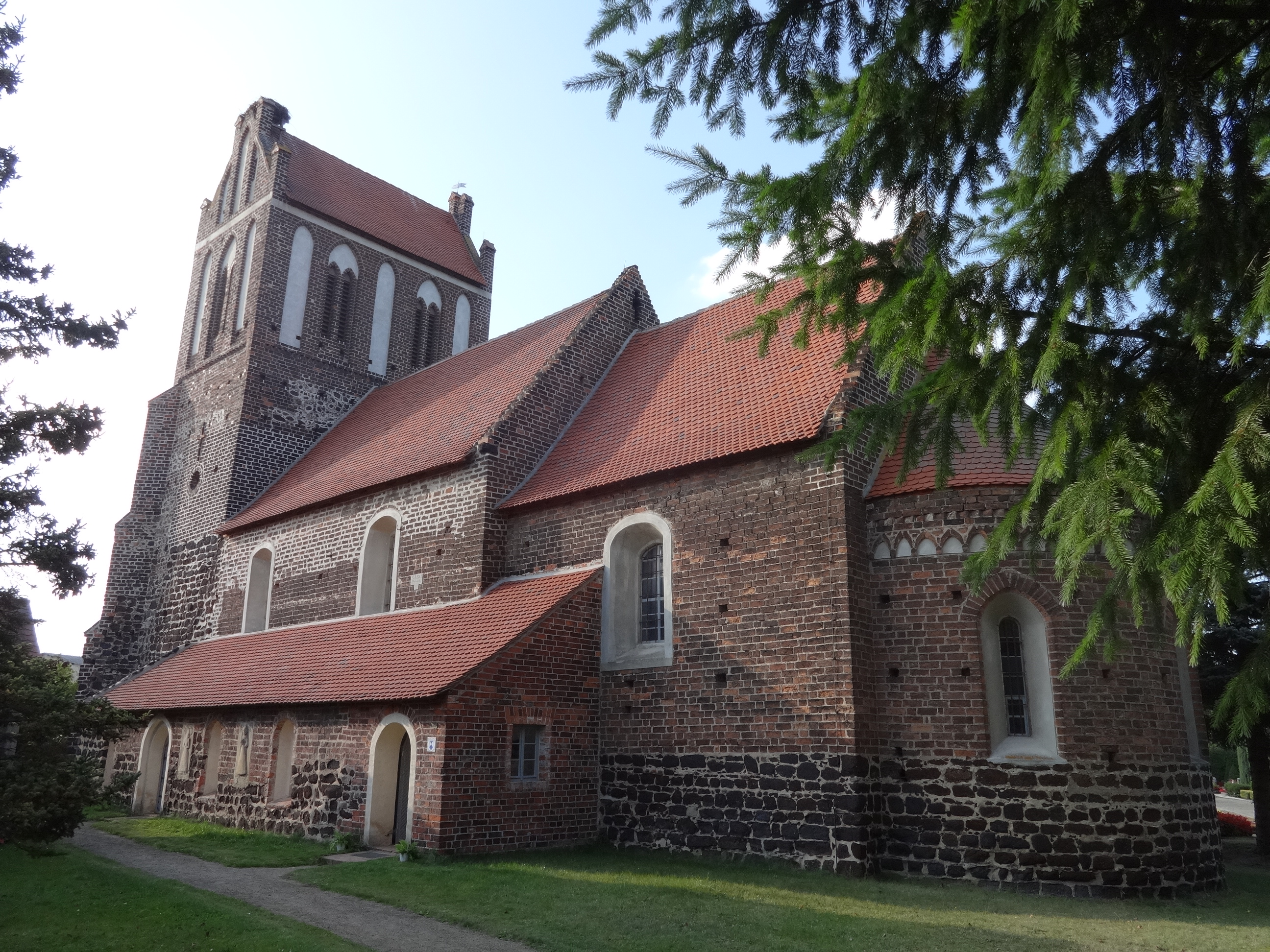
Kirche Lindena
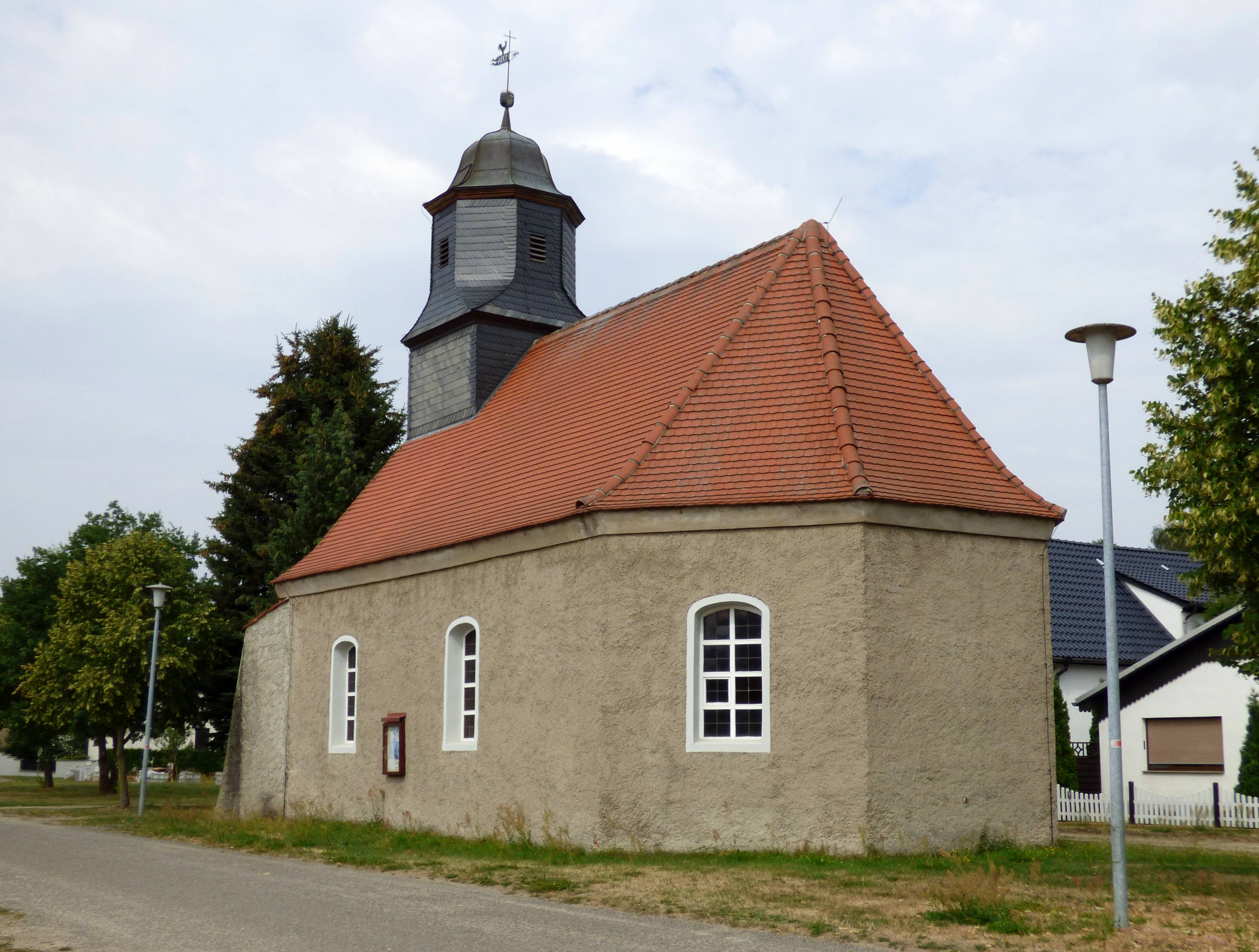
Kirche Schadewitz

### Mahnen und Gedenken
Mit einer Gedenktafel an der Schönborner Kirche wird ein während der Einigungskriege 1866 gefallener Schönborner Einwohner geehrt.
Ein Gefallenendenkmal befindet sich unmittelbar neben der Kirche in Form einer Stele auf einem vierstufigen Sockel. Über den Namen der im Ersten Weltkrieg 44 gefallenen Schönborner Einwohner befindet sich folgende Inschrift am Denkmal: „Unseren gefallenen Helden 1914-18“.

## Verkehr

### Straßenverkehr
Durch Schönborn führt die Landesstraße 60 von Falkenberg/Elster nach Finsterwalde. Die Ortsteile Gruhno und Schadewitz liegen an der L 653 zwischen Bad Liebenwerda und Rückersdorf, der Ortsteil Lindenau ist über die Kreisstraße 6222 auch von Doberlug-Kirchhain aus erreichbar.

### Schienenverkehr
Der Haltepunkt Schönborn (b Doberlug) an der Bahnstrecke Halle–Cottbus wird von der Regionalbahnlinie RB 43 Falkenberg (Elster)–Cottbus bedient.

### Busverkehr
Die PlusBus-Linie 560 hält an neun Haltestellen im Gemeindegebiet und stellt eine Verbindung unter anderem nach Bad Liebenwerda und Finsterwalde her.

## Persönlichkeiten
- Ernst Jähde (1860–1923), Gründer des Glaswerkes „Johannahütte“, Unternehmer und Erfinder
- Rudolf Lencer (1901–1945), nationalsozialistischer Funktionär, in Schönborn geboren
- Kraft Bumbel (1926–1997), Botschafter der DDR in Sri Lanka und Afghanistan, in Schönborn geboren
- Hans Bräuer (1940–1993), Badmintonspieler, in Schönborn geboren